# Feldbach (Buttenwiesen)
Feldbach ist ein Gemeindeteil von Buttenwiesen im schwäbischen Landkreis Dillingen an der Donau in Bayern. Er liegt nördlich von Buttenwiesen, rechts der Straße nach Mertingen. Die Einöde Feldbach ist inzwischen durch neue Baugebiete mit Buttenwiesen verbunden.

## Geschichte
Feldbach wird 1369 erstmals genannt. Die Einöde bestand aus dem Strixenhof und dem Schauerhof. Der Strixenhof gehörte seit 1444 dem Kloster St. Stephan in Augsburg und der Schauerhof der Deutschordenskommende Donauwörth. 

## Religion
Kirchlich gehört Feldbach zur Pfarrei Heiligste Dreifaltigkeit in Buttenwiesen.

## Bodendenkmäler
Siehe: Liste der Bodendenkmäler in Buttenwiesen